# 安藤法季
安藤 法季（あんどう のりすえ、生没年不詳）は、南北朝時代の武将。陸奥、蝦夷地の豪族。父は安藤師季と伝えられるが、後世の諸系図や軍記物に登場する貞季（堯勢の子）と同一人物とする見解もある。子として盛季、湊鹿季、横木豊国、潮潟道貞、矢沢家季が伝わる。本姓は安倍。米良文書によると安藤宗季、師季、法季、盛季、泰季を「奥州下國（しものくに）殿之代々」と記録しており、この頃の安藤氏宗家は下国を名字としていたことが分かる。従来は法季の子の代に盛季の系統の下国家、鹿季の系統の上国家とに分裂したと考えられてきたが、近年、鎌倉末期の安藤氏の乱における一族争いで前蝦夷管領安藤季長と後任蝦夷管領安藤季久の2派に分裂した時点に遡るとする見解が出されているが、詳細は不明である。
安藤氏は陸奥津軽十三湊付近を根拠とし、蝦夷地との交易を中心とした海上交通に従事する海の豪族であったが、その十三湊に関して「十三湊新城記」では「大日本国奥州十三湊新城者、花園帝御宇正和年中安倍貞季公所築之城廓也」と記述し、十三湊新城を貞季の築城としている。この貞季を法季とする見解もあるが、本史料自体に偽書説が出されているほか、正和年間は安藤氏の乱以前であり真書であったとしても、ここでいう貞季は法季のことではないと見られている。